# Cuora
Cuora és un gènere de tortugues de la família Geoemydidae que inclou a 11 espècies de tortugues del sud-est asiàtic (Índia, Xina, Filipines, Indoxina i Indonèsia).

## Taxonomia
- Cuora amboinensis
- Cuora bourreti
- Cuora cyclornata
- Cuora picturata
- Cuora flavomarginata
- Cuora galbinifrons
- Cuora mccordi
- Cuora pani
- Cuora trifasciata
- Cuora aurocapitata
- Cuora yunnanensis
- Cuora zhoui